# Herzogenhorn
Das Herzogenhorn ist ein 1415,6 m ü. NHN hoher Berg im Südschwarzwald. Er liegt in der Gemeinde Bernau im Schwarzwald im Landkreis Waldshut und gehört zum Naturschutzgebiet Feldberg.

## Lage und Umgebung
Das Herzogenhorn ist die höchste Erhebung einer dem Feldberg südlich benachbarten, zusammenhängenden Berggruppe, deren bekannteste Gipfel das Spießhorn (1350,8 m ü. NHN) und der Silberberg (1358,9 m ü. NHN) sind. An seinen Hängen entspringen der Krunkelbach und der Kriegsbach, die ostwärts zur Menzenschwander Alb fließen, im Süden die Bernauer Alb, sowie der Prägbach, der nach weitem Bogen in die Wiese mündet.

## Höhe
Das Herzogenhorn gilt nach dem Feldberg als der zweithöchste Berg des Schwarzwalds. Werden die Feldberg-Nebengipfel Seebuck und Baldenweger Buck trotz ihrer geringen Schartenhöhe mitgezählt, ist das Herzogenhorn nur die dritt- oder vierthöchste Erhebung im Schwarzwald.

Ansichten der Gipfelkuppe
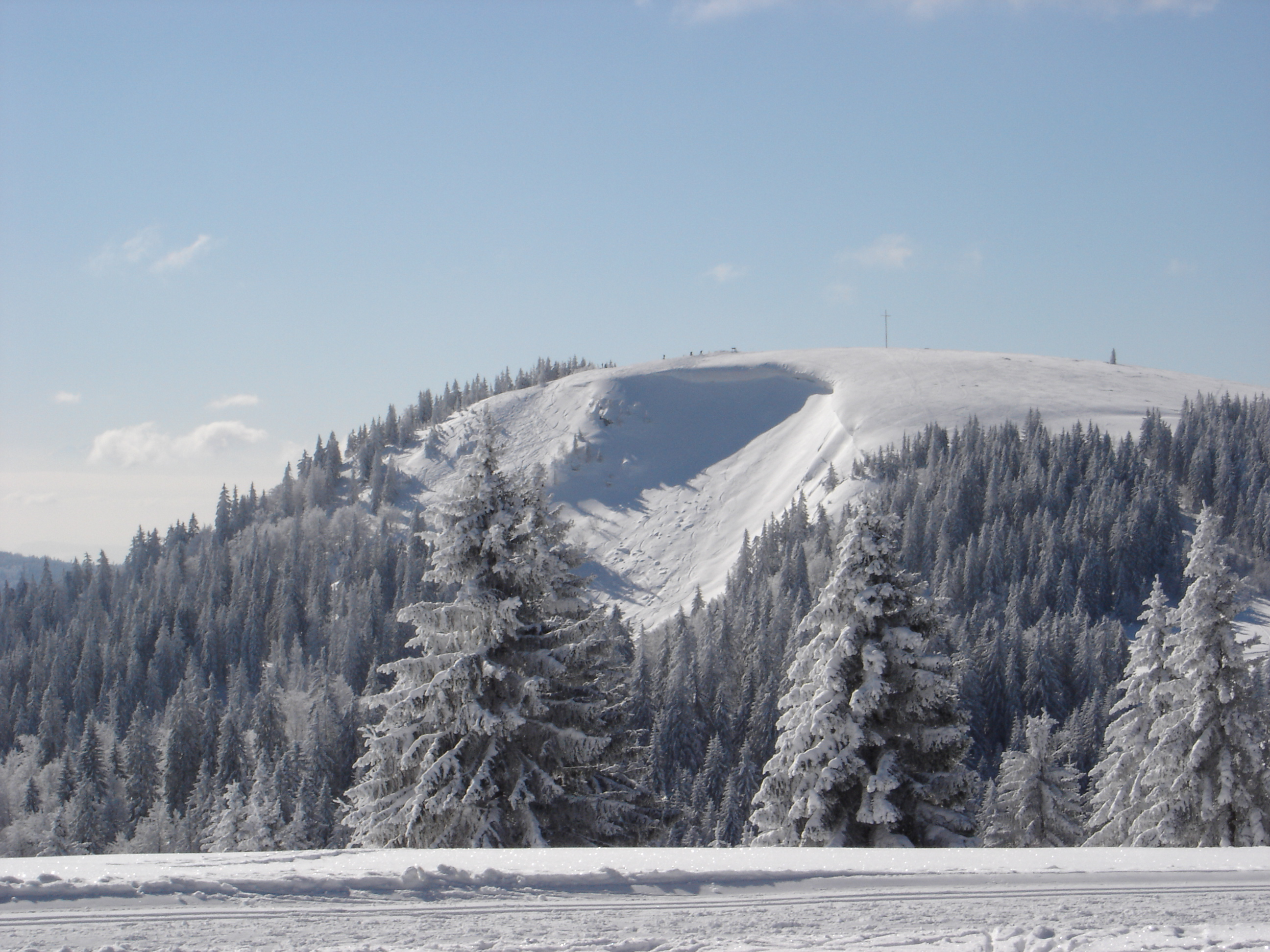
Herzogenhorn mit Kriegsbach-Kar von Nordosten
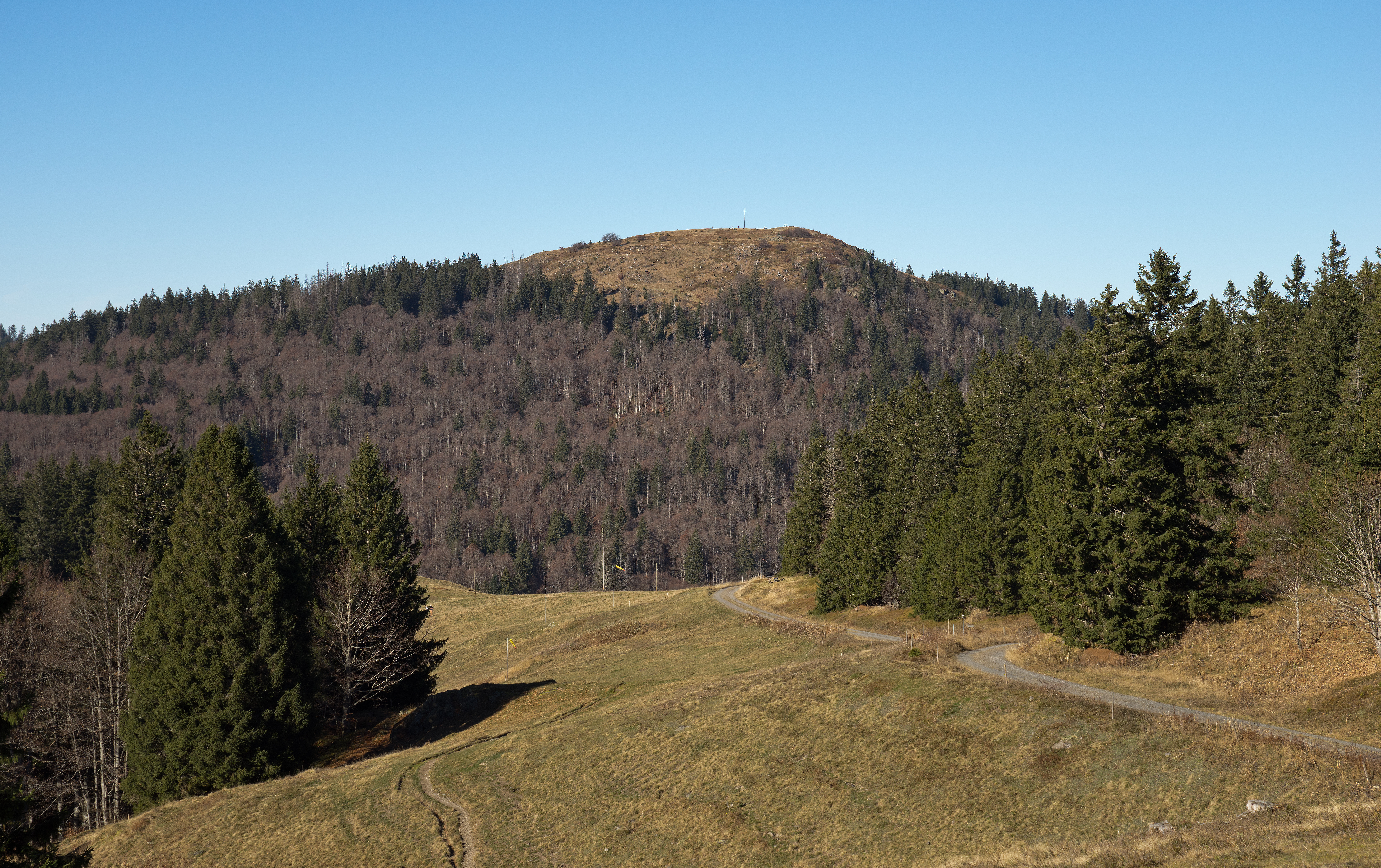
Blick vom Kleinen Spießhorn im Südosten
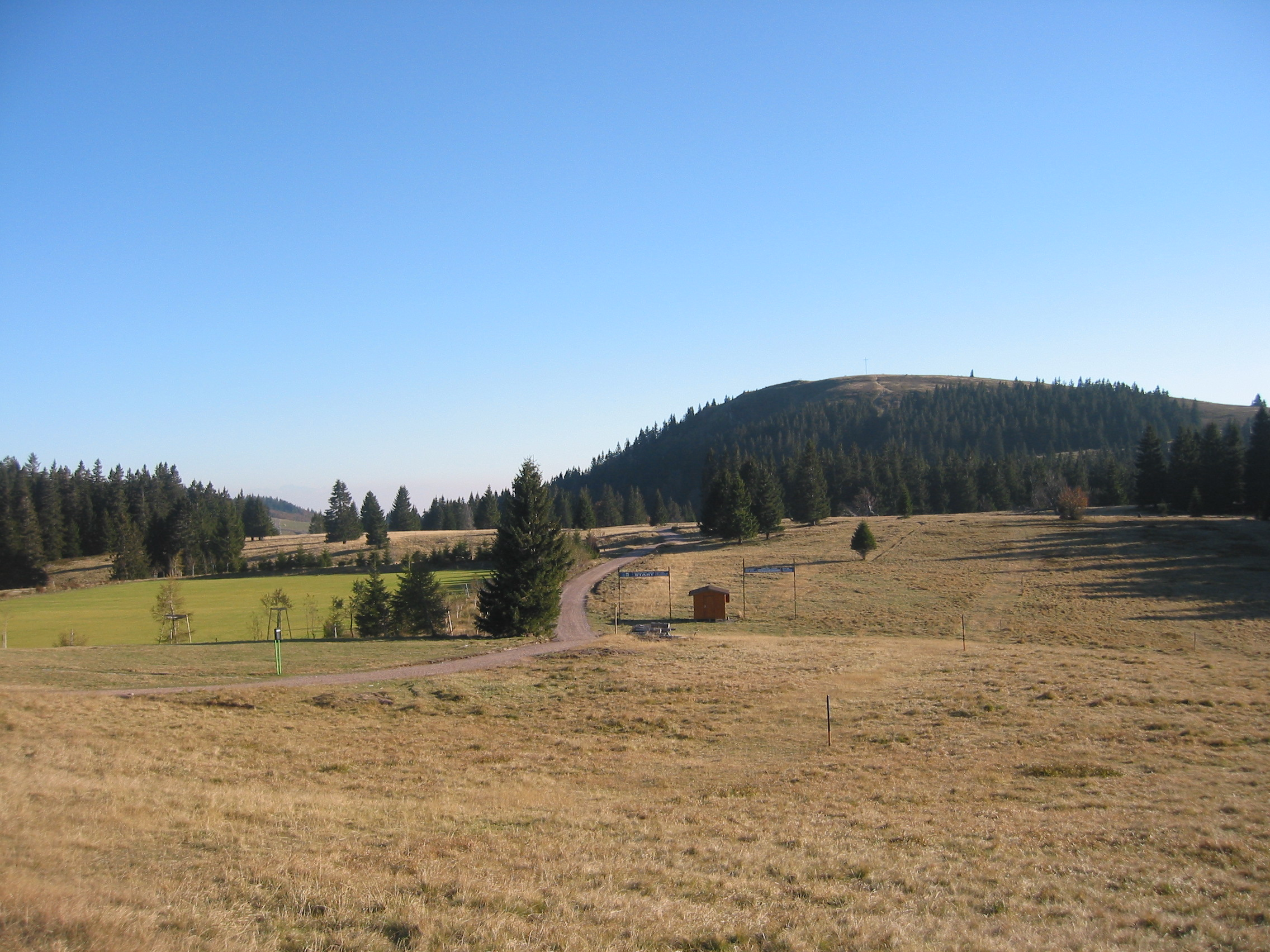
Blick von der Grafenmatt im Norden

## Routen zum Gipfel

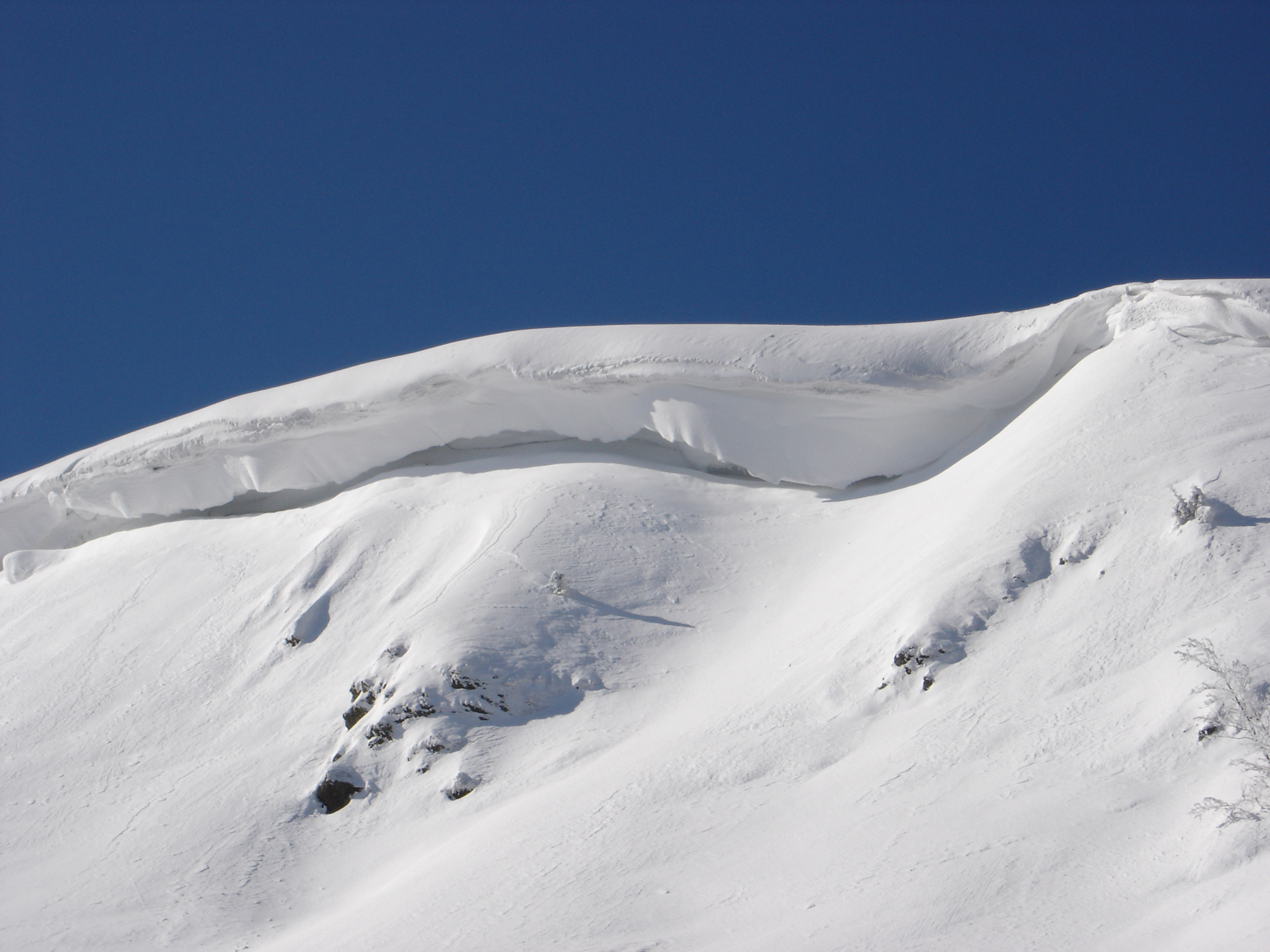
Herzogenhornwechte im Februar 2006

Am Herzogenhorn befindet sich ein umfangreiches Netz an Wanderwegen. Der Berg wird meist von Bernau, von Menzenschwand (etwa über die Spießhörner) oder vom Feldbergpass aus über die Grafenmatt bestiegen. Auch die beiden Höhenzüge vom Herzogenhorn nach Süden, in Richtung St. Blasien und nach Westen, über das Bernauer Kreuz zum Hasenhorn bei Todtnau sind beliebte Wandergegenden. 
Am nordöstlichen Gipfelrand befindet sich ein Wechtenkessel des Kriegsbach-Kars mit einer Lawinenschneise. Im Jahr 2015 wurde am Herzogenhorn eine Frau bei einer Skitour von einer Lawine verschüttet, sie verstarb dabei.
Vom Herzogenhorn bietet sich bei klarem Wetter ebenso wie vom nördlich gelegenen Feldberg und vom westlich gelegenen Belchen ein Panoramablick über die Alpenkette von der Zugspitze im Südosten bis zum Mont Blanc im Südwesten. Im Westen sind über die Rheinebene hinweg die Vogesen zu sehen. Das charakteristisch hohe Gipfelkreuz des Herzogenhorns ist vom Feldbergpass in etwa 75 Minuten Fußmarsch zu erreichen.
Gastronomisch erschlossen ist das Herzogenhorn durch die Krunkelbachhütte südöstlich des Gipfels, früher auch durch das Bundesleistungszentrum Herzogenhorn, ein Trainingszentrum für Hochleistungssportler mit angeschlossenem Gasthof nördlich.

Ausblicke vom Herzogenhorn
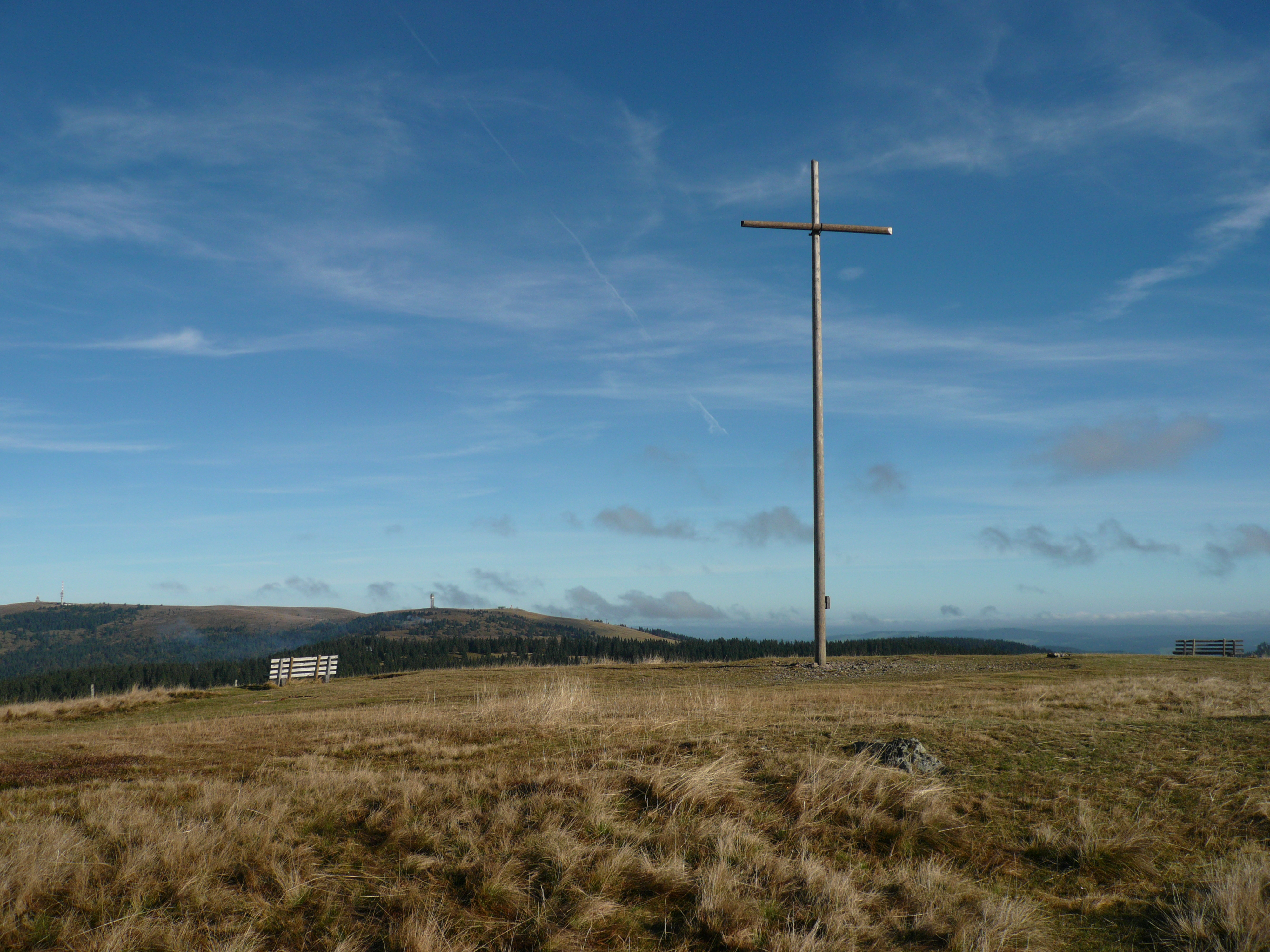
Gipfelkreuz mit Seebuck
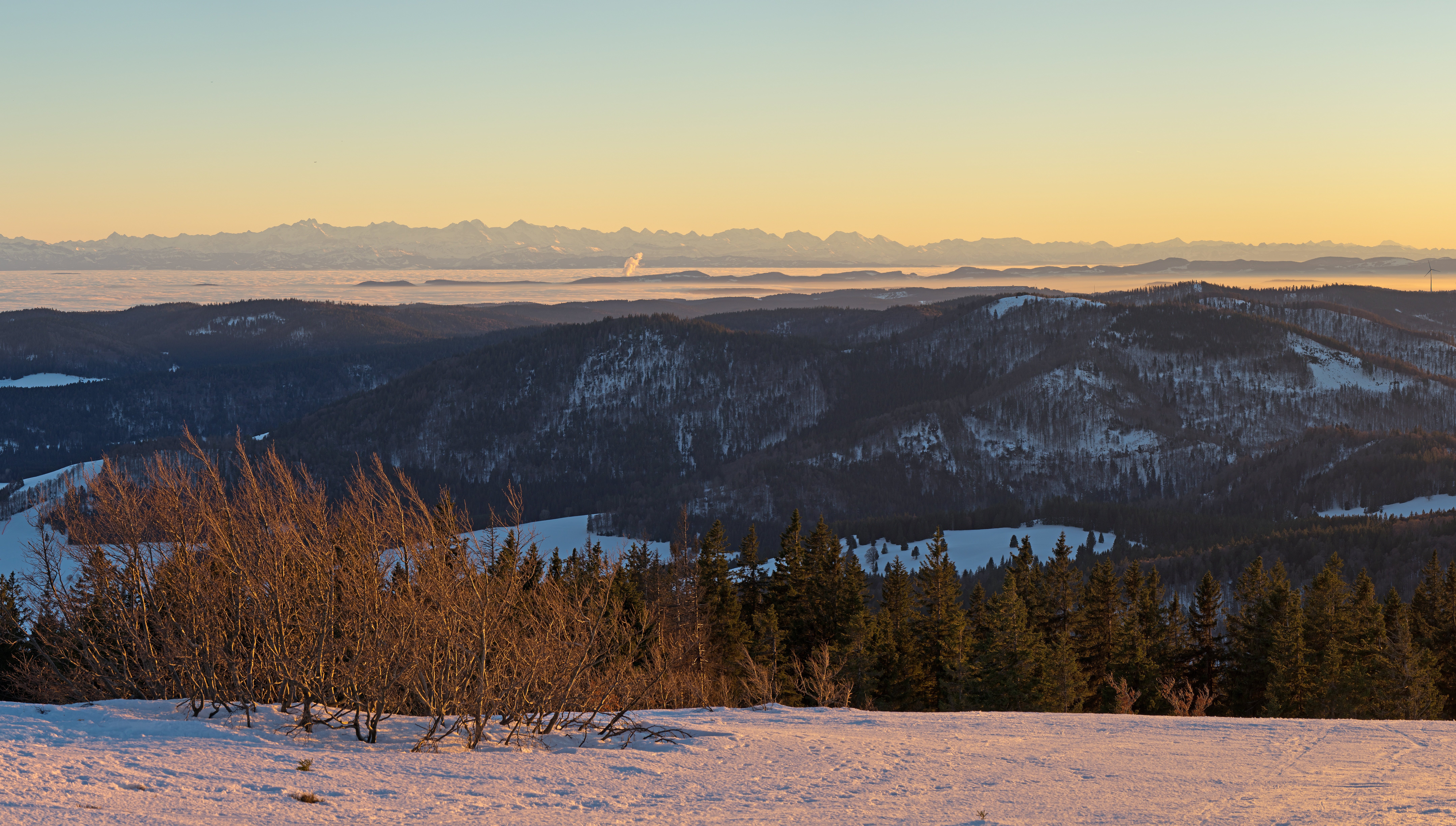
Blick nach Süden zu den Alpen
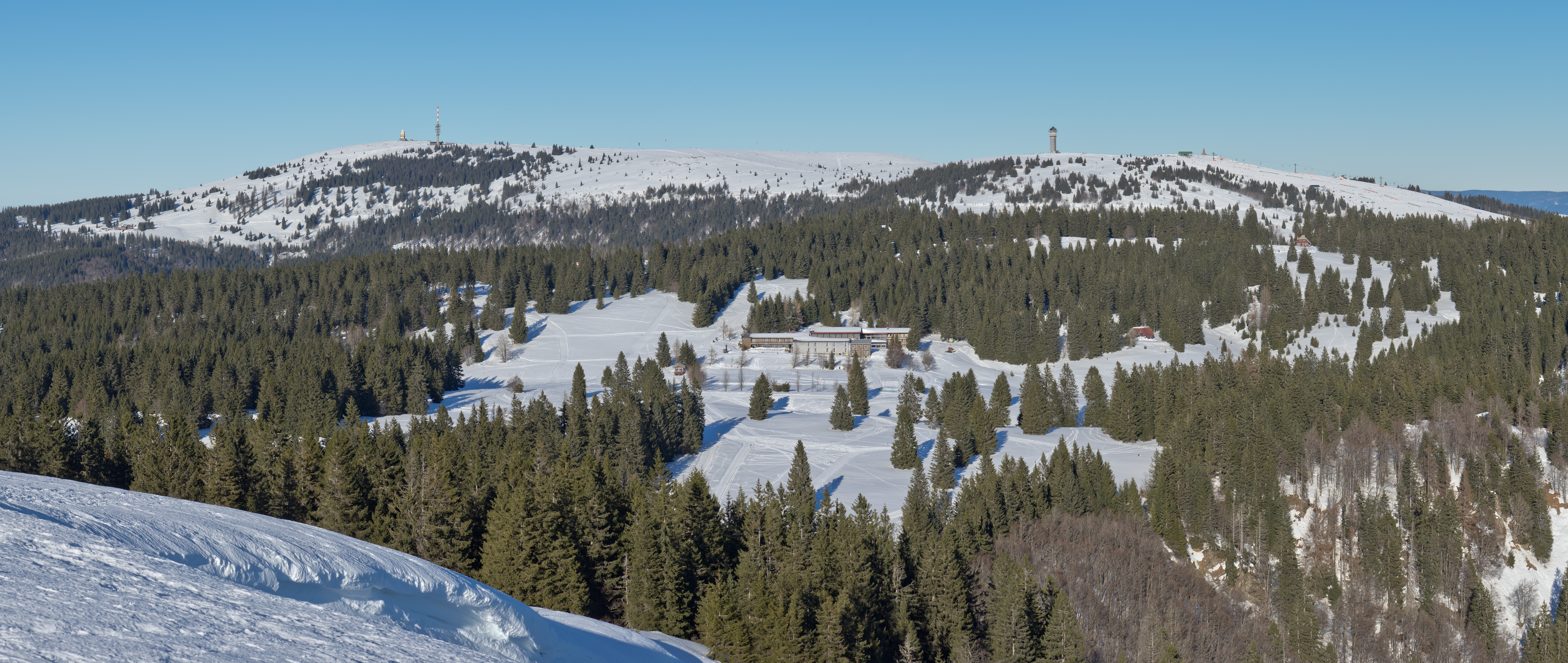
Blick nach Norden zum Feldberg

## Geschichte
In einer Schriftrolle aus dem Jahr 1328 wird „des herzogen horne“ bereits als Punkt auf der Grenze zum Kloster St. Blasien erwähnt. Aus der Zeit um den Dreißigjährigen Krieg sollen erste primitive Festungsbauten stammen, während die Beauftragung der eigentlichen Schanze am Berg dem Markgrafen Ludwig Wilhelm, dem Türkenlouis, zugeschrieben wird. Im Jahr 1904 erbaute die Sektion Mannheim des Schwarzwaldvereins die Mannheimer-Ludwigshafener Hütte, die jedoch am 28. Januar 1911 abbrannte. Das Gasthaus Herzogenhorn wurde 1957 vom Skiverband Schwarzwald erworben, umgebaut und am 22. Oktober 1967 als Leistungszentrum neu eröffnet. Am 1. Januar 1979 fand auf dem Herzogenhorn das erste 5-km-Skilanglauf-Weltcup-Rennen der Damen in Europa statt, nachdem es die Skizunft Brend wegen Schneemangels verlegt hatte. Während des Zweiten Weltkriegs fanden auf dem Herzogenhorn und dem Baldenweger Buck militärische Übungen durchgeführt, so beispielsweise für Scharfschützen. In der Nähe des Bundesleistungszentrum findet sich zudem das Molerhüsli, in dem der Freiburger Maler Karl Hauptmann ab ca. 1920 bis zu seinem Tod 1947 lebte und arbeitete. Ebenfalls als Künstler am Herzogenhorn arbeitete der Lahrer Maler Wilhelm Wickertsheimer (1886–1968).

## Wintersport

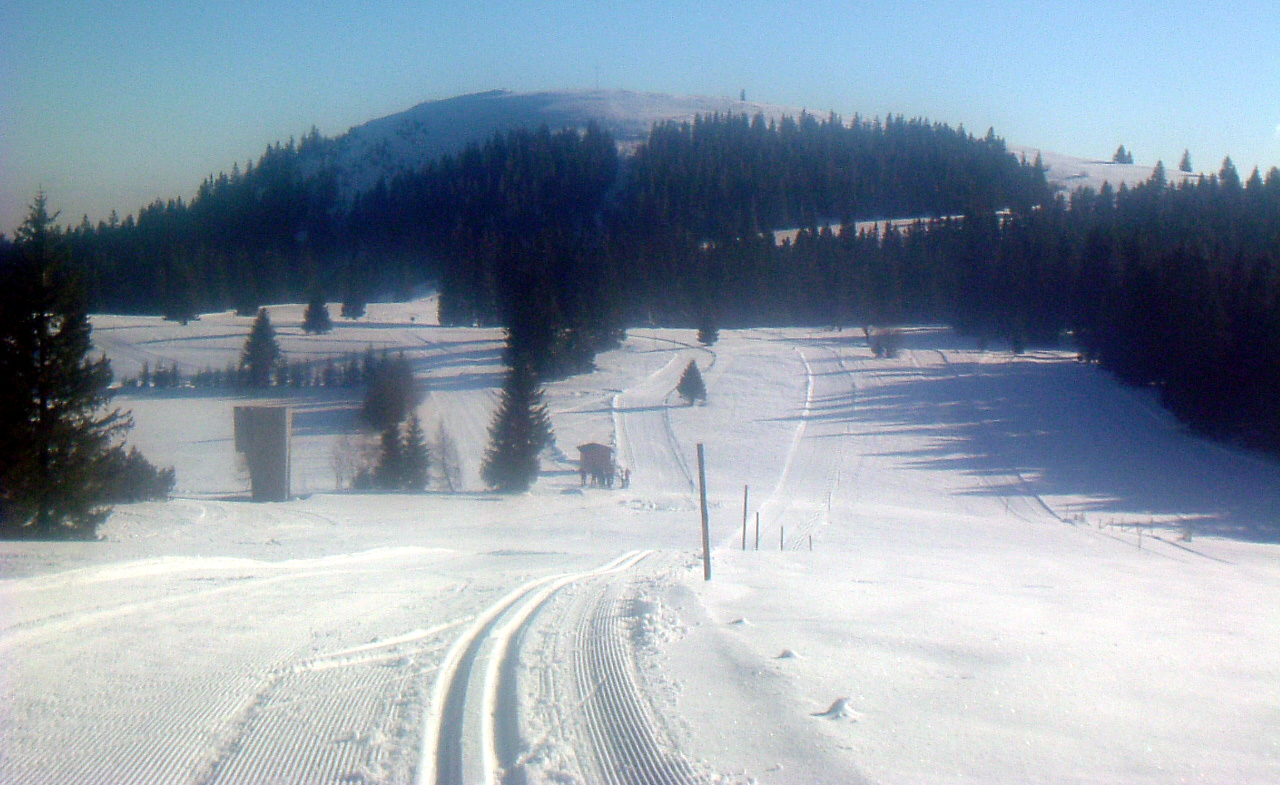
Herzogenhorn von Norden mit Loipe und Kletterwand

### Langlauf
Am Herzogenhorn befindet sich ein umfangreiches Netz an Trainingsloipen. Die am Bundesleistungszentrum beginnenden Strecken (ca. 15–20 km, je nach Schneelage) führen in engen Schleifen über das hügelige Plateau zwischen Herzogenhorn, Grafenmatt und Silberberg und sind die höchstgelegenen Langlaufloipen im Schwarzwald (ca. 1350 m). Sie werden daher häufig von Trainierenden genutzt. Die durchweg anspruchsvollen Loipen sind vom Feldbergpass aus über den Grafenmattlift oder mit Querung der alpinen Skihänge der Grafenmatt in ca. 20 Minuten über einen gespurten Waldweg erreichbar.
Strecken:
- Gelbe Loipe: Die gelbe Loipe führt vom Bundesleistungszentrum westlich am Herzogenhorn vorbei und führt auf dessen Südseite, wo bei ausreichender Schneelage die Möglichkeit besteht, auf gespurter Strecke nach Bernau abzufahren. Von hier aus führt die Strecke über einige Schleifen im Wald zurück zum Bundesleistungszentrum (ca. 6 km).
- Grüne Loipe: Die grüne Loipe ist neben der Gelben Strecke die längste der Herzogenhorn-Loipen (ca. 5 km)
- Blaue Loipe: Die kurze blaue Loipe verläuft auf dem Plateau zwischen Bundesleistungszentrum und Silberberg
- Rote Loipe: Die etwas längere rote Loipe verläuft ebenfalls in diesem Gelände

Zwischen Herzogenhorn, Grafenmatt und Silberberg sind anhand alter Loipenschilder alte Streckenführungen auszumachen, die heute nicht mehr gespurt werden. Sämtliche Loipenpläne des Geländes am Herzogenhorn zeigen auch nach Jahren noch diese alten Strecken.

### Alpin
Das alpine Gelände befindet sich nicht direkt am Herzogenhorn, sondern an den Hängen zwischen der benachbarten Grafenmatt und dem Feldbergpass. Unterhalb des Herzogenhorns befindet sich jedoch der Start der Hinterwaldabfahrt, einer Skiabfahrt ins Wiesental, die in Todtnau endet. Mit einer Länge von 9,3 Kilometern ist die Hinterwaldabfahrt die längste Skiabfahrtsroute Deutschlands. Die Höhendifferenz beträgt 736 Meter.
Seit 2005 findet bei entsprechender Schneelage das Todtnauer Hinterwaldinferno auf dieser Abfahrt statt. Das Rennen wird vom Skiclub Todtnau 1891 organisiert und zählt zu den längsten Abfahrtsrennen Deutschlands.